# ステファン・ネマニャ (セルビアの大ジュパン)
ステファン・ネマニャ（セルビア語: Стефан Немања Stefan Nemanja, 1113年 - 1200年）は、中世セルビアの大ジュパン（大族長）。セルビア王国ネマニッチ朝の創始者（在位：1171年 - 1196年）。

## 生涯
1168年、兄を殺してセルビア侯として即位する。その後セルビアの諸部族を統一、宗主であった東ローマ帝国との長い戦いに勝利し、1171年には独立の君主、セルビア王ステファン1世として即位しネマニッチ朝を開いた。しかし、この時点では「王」は自称であり、国際的には「侯」の扱いを脱しなかった。
その後はブルガリアの独立を支援するなど、東ローマ帝国と徹底して対立、抗争を繰り広げたが、その一方で正教会を保護するなどもしている。1196年、高齢を理由に退位して修道士となった（シメオンと改名）。その後は末子ラストゥコ（聖サヴァ）と共に独立セルビア教会の建設に尽力し、またヒランダル修道院を建築するなどしてセルビア文化の発展に尽くした。
死後、正教会から列聖され、聖シメオンと呼ばれた。